# Perico (Argentina)
Perico es una ciudad de la provincia de Jujuy, Argentina. Al noroeste del departamento El Carmen, a 35 km de la capital provincial San Salvador de Jujuy, y en el denominado valle de los Pericos. El río Perico corre pocos kilómetros al norte de la ciudad, a escasos 10 km de su desembocadura sobre el río Grande de Jujuy; por otra parte, los terrenos del aeropuerto Internacional Horacio Guzmán fijan un virtual límite este a la ciudad.
Aunque joven, la Ciudad de Perico es una de las localidades más importantes de la provincia, a esta eventualidad contribuyeron su condición de nudo de ferrocarril, y las plantaciones tabacaleras de la zona. En los últimos años su cercanía a la capital provincial —con la cual se halla vinculada mediante una autopista sobre la ruta Provincial 66—, y su comunicación aérea y vial han impulsado el crecimiento de la región.
Una de las actividades más importante de Perico es la feria que se encuentra en la entrada de dicha ciudad por la ruta principal. Y uno de los principales atractivos turísticos y comerciales de la zona, es la feria llamada "La Saladita". Su economía es una de las de mejor desempeño económico de la provincia, ubicándose por detrás de San Salvador de Jujuy.

## Toponimia
El nombre de Perico fue dado a la zona durante las primeras épocas de la colonización española; se cree que tiene que ver con el avistamiento de estas aves, aunque no se sabe a ciencia cierta. El nombre de Estación Perico fue mutado a Ciudad Perico en 1967 cuando el poblado vio acrecentada su importancia con la inauguración del aeropuerto internacional.

## Historia
La zona del valle de los Pericos fue una de las primeras en ser colonizadas por los españoles durante el siglo XVI, prueba de ello es que la zona ya era llamada con ese nombre un tiempo antes de la fundación de San Salvador de Jujuy. Varios españoles fueron beneficiados con los repartos de tierras de estas zonas en esa etapa, las cuales fueron cultivadas con maíz, viñedos y frutales fundamentalmente. La ubicación en la estratégica ruta hacia Lima, favoreció el desarrollo de la zona, que luego se convirtió en una importante productora de mulas.
Aunque las localidades de Perico de San Antonio y El Carmen de Perico fueron fundadas un siglo antes, la población más próspera del valle no sería fundada sino hasta el siglo XX, cuando la Legislatura Provincial crea mediante la Ley N.º 227 la comisión municipal de Estación Perico el día 29 de octubre de 1913. Durante los años 1910, comienza la construcción de las dos líneas de ferrocarril que confluyen en Perico: la primera comunicaba a la ciudad de San Salvador de Jujuy con Buenos Aires, y la segunda nace aquí para llegar hasta la ciudad salteña de Pocitos (actualmente Salvador Mazza), en el límite con Bolivia, aunque al año 2006 solo funcionaba esta última. Es entonces cuando la zona comienza a ser llamada Estación Perico, aunque también se la conoció como Senda de Medina,
Juan Domingo Perón y Ciudad de Don Nicolás Lamas ,por ser esta familia junto a su esposa Doña Mehye Abud, ambos inmigrantes provenientes de Siria-Líbano, en prácticamente fundar la Ciudad desde sus inicios, habiendo ellos donado las tierras donde se construiría la primera estación ferrocarril de la Ciudad.  La línea de ferrocarril conformó una zona conocida en la provincia como el Ramal, sobre la cual se desarrollaron las ciudades con más crecimiento de la provincia (como San Pedro de Jujuy y Libertador General San Martín), Ciudad Perico puede considerarse una de ellas ya que se ubica en la cabecera del ramal.
El 19 de abril de 1967 el gobernador de facto de Jujuy Darío Arias inauguró el aeropuerto internacional nombrado en ese entonces como El Cadillal, cuyo nombre sería cambiado al de Horacio Guzmán años más tarde como homenaje a quien fuera gobernador de la Provincia de Jujuy en dos oportunidades.
Ese mismo día la localidad recibe el nombre de Ciudad Perico. Mientras tanto la producción tabacalera seguía creciendo, pasando a formar uno de los pilares productivos de la provincia, y en 1969 se forma la Cooperativa de Tabacaleros de Jujuy, que era a 2006 la principal exportadora de tabaco Blue Virginia del país. Estos dos hechos fueron muy importantes en la vida de la ciudad, que casi triplicó su población entre los años 1980 y 2001.

## Aeropuerto Dr. Horacio Guzmán
La historia de Perico tiene como punto de inflexión la llegada del ferrocarril que produjo un cambio en el rumbo de la economía local. El primer edificio de ferrocarril fue en la actual sala de Yarade, ubicada en la prolongación de la avenida Belgrano, que luego fue la sala familiar del primero de los hermanos Zabala radicado en lo que hoy es Perico. La ciudad está situada dentro de lo que fueron las 13 400 ha heredadas por Carlos, Alberto, Arturo, Bonifacio y Plinio Zabala, este último fue quien donó, en nombre de sus hermanos, la finca El Pongo al hospital local que lleva el nombre de Arturo Zabala.

## Plaza principal
En 1876, las líneas del Ferrocarril Central Norte Argentino llegan hasta San Miguel de Tucumán y recién luego de 15 años, alrededor de 1891 se extiende la línea hasta Perico y lo convierte en un núcleo poblacional y comercial más importante de la zona. En “ese momento, se desarrollaban actividades agropecuarias en los alrededores. En el año 1905 se expropia una superficie de aproximadamente 17,5 hectáreas para la formación del “pueblo” que comienza a vislumbrarse, primero con Una calle principal paralela a la vía, que sería la actual avenida Belgrano, donde todavía se pueden observar las primeras casas que constituyen, en esos momentos, los primeros locales comerciales surgidos a partir de la llegada del tren.

## Parroquia San José
Es un lugar estratégico, tanto comunicacional como comercialmente, teniendo en cuenta que las líneas ferroviarias se dirigen hacia la capital jujeña, hacia el valle San Francisco y hacia el sur del país. En los primeros años del siglo pasado, comienzan allegar los primeros inmigrantes en su mayoría, italianos, españoles, que se afincan en la zona rural, mientras que los provenientes de países árabes se dedican en su mayoría al comerció que en esos momentos tenía su centro en los alrededores de la estación del ferrocarril. Su sacerdote actual es el Padre Germán Maccagno.

## Población
Contaba con 61 200 habitantes (Indec, 2001), lo que representa un incremento del 41,1% frente a los 25 749 habitantes (Indec, 1991) del censo anterior. Esta magnitud la sitúa como el tercer aglomerado de la provincia desde que Palpalá fue sumado al Gran San Salvador de Jujuy, urbe a la cual Perico es en algunas ocasiones incorporada, aunque no existe aún una continuidad edilicia entre ambas. Estas cifras incluyen los barrios Santo Domingo, La Posta y Coll, aunque excluyen la población del aeropuerto Horacio Guzmán.

## Deportes
En 1944 se funda en la ciudad el Club Atlético Talleres, que milita en el Torneo Regional Federal Amateur.
En 2001 se funda en la ciudad la Asociación Atlética La Mona 44, campeona de la Copa Jujuy 2022 y segunda representante de Perico en la Liga Jujeña de Fútbol.
Centro Social y Cultural de Residentes Bolivianos, los deportes que se practica es Defensa personal y futbol.
| Equipo                         | Deporte | Competición                                           | Estadio              | Fundación |
| ------------------------------ | ------- | ----------------------------------------------------- | -------------------- | --------- |
| Club Atlético Talleres         | Fútbol  | Liga Jujeña de Fútbol Torneo Regional Federal Amateur | Doctor Plinio Zabala | 1944      |
| Asociación Atlética La Mona 44 | Fútbol  | Liga Jujeña de Fútbol Torneo Regional Federal Amateur | -                    | 2001      |